# Sistema nervoso digital
Sistema nervoso digital é o nome dado à tecnologia subjacente a todos os processos e actividades de uma empresa, com base numa infraestrutura universal e que permite fomentar a partilha e a comunicação dentro das organizações. Conceito elaborado em analogia ao sistema nervoso humano. Quando nova informação estimula o sistema nervoso digital, a organização reage rapidamente como um reflexo.